# Barrinea brevicentrum
Barrinea brevicentrum är en tvåvingeart som beskrevs av Donald Henry Colless 1994. Barrinea brevicentrum ingår i släktet Barrinea och familjen gråsuggeflugor. Inga underarter finns listade i Catalogue of Life.